# Raimon Martínez
Raimon Martínez Fraile, (San Cristóbal de la Polantera, León, 14 de abril de 1947 - Barcelona, 29 de junio de 2015) fue un político y profesor español.

## Biografía
Nacido en el municipio leonés de San Cristóbal de la Polantera en 1947 pero establecido en Barcelona desde pequeño, era licenciado en Filosofía y Letras e Historia Contemporánea por la Universidad de Barcelona y diplomado en Dirección de Empresas por la ESADE. Profesionalmente, además de político, fue profesor de Historia. En las elecciones municipales de 1979 fue elegido concejal de su ayuntamiento por el Partido de los Socialistas de Cataluña en las listas encabezadas por Narcís Serra. Ya durante el mandato de Pasqual Maragall como alcalde, fue nombrado teniente de alcalde, presidente del Patronato Municipal de Turismo (1982-1987) y director general de Turismo de Barcelona (1994-2000).
También fue director general de Patrimonio, Comunicación y Relaciones Externas de RENFE (1991-1994) y del Salón Internacional de Turismo de Cataluña (SITC), además de vicepresidente de la Feria de Barcelona. En las elecciones generales de 2000, fue elegido diputado del PSOE por la circunscripción electoral de Barcelona, pero el 31 de diciembre de ese mismo año renunció al acta de diputado, que pasó a Jordi Pedret. En abril de 2004, siendo ministro de Industria José Montilla, fue nombrado Secretario General de Turismo y ocupó ese cargo hasta 2006, fecha en que fue nombrado delegado de la Generalidad de Cataluña en Madrid. Presentó su dimisión el 8 de marzo de 2007, después de que declarara sobre Pasqual Maragall que: "Una persona que dice estas cosas está un poco enferma y por eso prefiero no hacer comentarios. Humanamente no puedo entender que una persona diga estas cosas si no es que se encuentra en una situación no demasiado adecuada física y psicológicamente" cuando aún no se había hecho público que padecía la enfermedad de Alzheimer.
Falleció el 29 de junio de 2015 en Barcelona, a los 68 años, debido a un cáncer.